# Чапаєвка (Чорнобильський район)
Чапаєвка (до 1928 року Хоромне, у 1928–1937 рр. Затонське, Чапаївка) — колишнє село в Україні, за 15 км від ЧАЕС та за 26 км від колишнього райцентру — міста Чорнобиль, в Іванківському районі Київської області, на кордоні з Білоруссю. Розташоване на р. Несвіч.
До 1986 року входило до складу Чорнобильського району і було центром сільської ради.
Час виникнення села невідомий.
1887 року у селі мешкало 472 особи.
1900 року у 120 дворах мешкало 811 мешканців, що займалися здебільшого хліборобством. У селі діяла школа грамоти.
У селі було 3 вітряки та топчак.
Довідкове видання «Історія міст і сіл УРСР» 1971 року подає такі дані про село:
«Чапаєвка — село, центр сільської Ради, розташоване за 26 км від районного центру і за 7 км від залізничної станції Посудове. Населення — 644 чоловіка. Сільській Раді підпорядковані населені пункти Городчан і Коцюбинське. Колгосп „Червоне Полісся“ має 1,8 тис. га сільськогосподарських угідь, у тому числі 1 тис. га орної землі. У селі є восьмирічна школа, клуб, бібліотека.»
На межі 1970-80-х рр. у селі проживало близько 490 мешканців.
Напередодні аварії на ЧАЕС у селі проживав 331 мешканців, було 195 дворів.
Після аварії на станції 26 квітня 1986 село було відселене внаслідок сильного забруднення, мешканці переселені у села Людвинівка та Фасова Макарівського р-ну. Офіційно зняте з обліку 1999 року за відсутності населення.
Після Чорнобильської катастрофи село увійшло до 30-кілометрової зони відчуження.
Частина села згоріла під час лісових пожеж у 1992 році.
З кінця лютого до 1 квітня 2022 року село було окуповане російськими військами.